# Белушешть (Ікушешть, Нямц)
Белушешть, Белушешті (рум. Bălușești) — село у повіті Нямц в Румунії. Входить до складу комуни Ікушешть.
Село розташоване на відстані 273 км на північ від Бухареста, 49 км на схід від П'ятра-Нямца, 58 км на південний захід від Ясс.

## Населення
За даними перепису населення 2002 року у селі проживали 2415 осіб. Рідною мовою 2411 осіб (99,8%) назвали румунську.
Національний склад населення села:
| Національність | Кількість осіб | Відсоток |
| -------------- | -------------- | -------- |
| румуни         | 2394           | 99,1%    |
| цигани         | 21             | 0,9%     |